# Einar Borges
Einar Immanuel Borges (ur. 15 lutego 1900 w Aarhus, zm. 26 stycznia 1984 tamże) – duński zapaśnik walczący w stylu klasycznym. Olimpijczyk z Amsterdamu 1928, gdzie zajął dziewiąte miejsce w wadze lekkiej.
Zajął trzecie miejsce na mistrzostwach Jutlandii w 1927 roku.

## Letnie Igrzyska Olimpijskie 1928
| Konkurencja            | Rundy eliminacyjne        | Rundy eliminacyjne     | Rundy eliminacyjne     | Klas. końcowa |
| Konkurencja            | Przeciwnik I              | Przeciwnik II          | Przeciwnik III         | Miejsce       |
| ---------------------- | ------------------------- | ---------------------- | ---------------------- | ------------- |
| 67,5 kg styl klasyczny | Ernst Mumenthaler (SUI) Z | Frits Janssens (BEL) P | Vladimír Vávra (CSK) P | 9.            |